# Mostra Internacional de Cinema de São Paulo
A Mostra Internacional de Cinema de São Paulo é um festival de cinema que ocorre anualmente na cidade de São Paulo (SP). É realizada pela Associação Brasileira Mostra Internacional de Cinema (ABMIC), e com o reconhecimento da Federação Internacional da Associação dos Produtores de Filmes. A Mostra Internacional é um evento cultural sem fins lucrativos. 
Dentre suas parcerias estão: Petrobras, BNDES, Itaú, SESC, Sabesp, CPFL e Spcine. Além desses patrocinadores, a Mostra Internacional de Cinema se uniu a SOS Mata Atlântica para compensar as suas emissões de CO2 ajudando a plantar aproximadamente 664 mudas de árvores no Programa Florestas do Futuro.
Tradicionalmente ocorrendo no mês de outubro, a edição de 2021 é a 45ª edição Mostra. A premiação do evento ocorre em seu último dia.

## História

### Anos 1970-2010

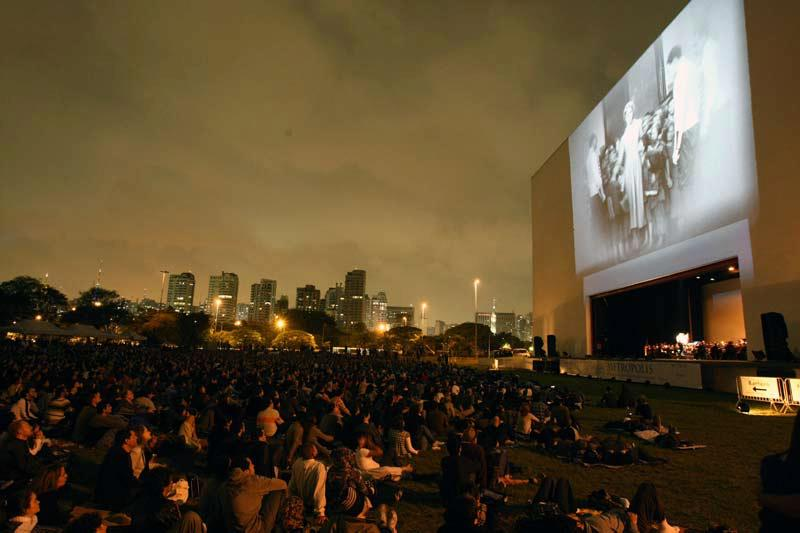
Exibição ao ar livre de Metrópolis, durante a Mostra de 2010

Trabalhando no  MASP (Museu de Arte de São Paulo) como programador de cinema, o crítico Leon Cakoff passou a organizar exibições de filmes estrangeiros inéditos ao longo da década de 1970. Mesmo em caso de filmes sem legenda ou qualquer tipo de tradução, as apresentações cinematográficas obtiveram significante audiência no museu. Em 1977, quando o MASP celebrava os seus 30 anos de fundação, Cakoff criou a Mostra Internacional de Cinema, um evento de exibição e premiação de filmes de dentro e de fora do Brasil.
Censura
Na época, o Brasil vivia sob o  regime militar instaurado em 1964, o que fez com que as primeiras sete edições realizadas pelo Departamento de Cinema do MASP, dirigido por Cakoff, sofressem severas dificuldades em vista da vigência da chamada Lei de Censura, promulgada pelo regime em 1968. Desligada do museu em 1984, a Mostra desafiou a controle da lei instaurando um processo contra a União, reivindicando o direito de apresentar os filmes selecionados diretamente ao público, sem censura prévia, como ocorria até então.
A Mostra ganhou o processo contra a União, mas apesar de estar no último ano da ditadura (1984), sua programação pública foi suspensa na primeira semana de sua 8ª edição. A interrupção durou quatro dias, tempo suficiente para que os censores do Ministério da Justiça, chefiado por Ibrahim Abi-Ackel, assistissem a todos os filmes da programação do festival. A truculência mostrada repercutiu mundo afora e criou-se um impasse já para a edição seguinte da mostra, apesar do processo de redemocratização a qual o país vinha passando com o fim do regime militar.
A partir de 1985, a Mostra não precisou mais passar por censura prévia em ocorrência de uma portaria assinada pelo então ministro da Justiça, Fernando Lyra, a pedido dos próprios organizadores do evento. A medida de lei estendeu-se a todo o território brasileiro, isentando a partir dali outros festivais que incorporavam a censura prévia em seus regulamentos de forma passiva. A vitória na justiça fez com que a 9ª Mostra Internacional de Cinema, realizada entre 15 e 31 de outubro de 1985, ocorresse sem censura.
Em 2016 aconteceu a 40ª mostra. A sua abertura foi realizada no dia 19 de Outubro, no Auditório do Parque Ibirapuera. O evento iniciou com a apresentação de Renata de Almeida, diretora da Mostra, e de Serginho Groisman, apresentador. O filme exibido na noite de abertura da Mostra foi BELOS SONHOS, do italiano Marco Bellocchio. BELOS SONHOS foi estreado Internacionalmente em Cannes no mês de maio.  Bellocchio também ganhou uma retrospectiva com dez de seus títulos principais, além de receber o prêmio Leon Cakoff e participar de uma Master class que aconteceu logo após a exibição de BELOS SONHOS. A Mostra teve 322 títulos sendo exibidos em 35 lugares ao redor da cidade de São Paulo como cinemas, espaços culturais e museus, além de exibições no Vão Livre do Masp, sendo este último uma das tradições do festival. Dentre os 322 filmes apresentados, dez foram pré-selecionados à lista de indicação de melhor filme para o Oscar, sendo um deles a longa iraniana ''O Apartamento'', dirigido por Asghar Farhadi (mesmo diretor de ''A Separação'').
Também foram exibidas nesta mostra obras anteriores. Foram elas: LÚCIO FLÁVIO, O PASSAGEIRO DA AGONIA, de Hector Babenco (primeira edição); O QUARTO HOMEM, de Paul Verhoeven (8ª Mostra); VARIETY, de Bette Gordon (9ª Mostra); DAUNBAILÓ, de Jim Jarmusch (11ª Mostra); DECÁLOGO, de Krzysztof Kieślowski (13ª Mostra); e ONE MAN UP, de Paolo Sorrentino (25ª Mostra). Ao todo a Mostra foi composta por seis seções.
Toda edição, nos últimos anos, a Mostra Internacional de Cinema tem buscado trazer para o evento uma produção cinematográfica de um país diferente do Brasil. Assim, a escolhida dessa edição foi a Polônia. Os diretores poloneses Andrzej Wajda e Krysztof Kieslowski receberam destaque na Mostra por suas produções. Andrzej Wajda recebeu o Prêmio Humanidade e Krysztof Kieslowski teve sua série cinematográfica O DECÁLOGO (sucesso da 13ª edição do evento) exibida.
A premiação do evento aconteceu em seu último dia. O filme EL AMPARO, de Rober Calzadilla (Venezuela, Colômbia) ganhou dois prêmios: Melhor filme na competição dos novos diretores e Prêmio ABRA de melhor roteiro.
O encerramento do evento foi no dia 2 de novembro. O público assistiu a cópia restaurada do clássico A GENERAL, de Buster Keaton e Clyde Bruckman. Durante a exibição a Orquestra Juvenil Heliópolis tocou ao vivo a nova trilha sonora do filme, sob regência de Robert Israel. A sessão foi precedida pela cerimônia de premiação.
Diferente dos outros dias do evento, no dia do seu encerramento a Classificação Indicativa foi livre para todos os públicos.
Também nessa edição a Mostra e a Petrobras renovaram a parceria que já dura 15 anos.
Nos últimos 10 anos a Mostra Internacional de Cinema têm produzido Os Filmes da Minha Vida (livro que reúne depoimentos de artistas e personalidades sobre os filmes que exerceram alguma influência sobre suas vidas). A edição que reúne depoimentos dessa edição (40ª edição) e da anterior (39ª edição) será lançada em 2017.

### Anos 2020-presente
Em outubro de 2020, a 44ª Mostra Internacional de Cinema foi apresentada de forma virtual para todo Brasil, devido a pandemia de COVID-19. Nos primeiros dez dias foram vendidos cerca de 70 mil ingressos para a Mostra Play, a plataforma de vídeo lançada para exibir o festival no mesmo ano. A edição de 2021 será exibida no formato híbrido (virtual e presencial) de 21 de outubro a 3 de novembro. Para a exibição no formato digital, uma seleção dos títulos entrou gratuitamente nas plataformas de streaming Mostra Play, Sesc Digital e Itaú Cultural Play.

## Repercussão
“A história da Mostra Internacional de São Paulo é o relato de uma batalha constante contra a censura, as leis arbitrárias, o descaso pela cultura. É, finalmente, uma luta pela criação e preservação de uma memoria coletiva.”

Walter Salles, diretor de Central do Brasil e Diários de Motocicleta.
Em seus 36 anos, a Mostra começou como um evento exclusive do MASP e hoje é espalhada em várias salas de exibição pela cidade. Exibindo mais de 300 filmes por ano, ela é reconhecida como a maior janela no Brasil para o cinema mundial. O diretor Fernando Meirelles afirmou que o Brasil só conhece produções dos Estados Unidos e uma pequena porção da Europa graças à existência do festival. Já a cineasta Laís Bodanzky observou a importância do evento e sua influencia sobre uma geração de cineastas brasileiros que frequentavam o evento nos anos 80 e 90, batizados de “filhos da Mostra”.
O festival já teve a presença de vários cineastas brasileiros. Dentre os convidados internacionais de destaque desde 1977, foram Dennis Hopper, Pedro Almodóvar, Miguel Gomes, Victoria Abril, Jane Birkin, Guy Maddin, Abbas Kiarostami, Claudia Cardinale, Amos Gitai, Les Blank, Quentin Tarantino, Maria de Medeiros, Wim Wenders, Alan Parker, Manoel de Oliveira, Kiju Yoshida, Atom Egoyan, Danis Tanovic, Christian Berger, Satyajit Ray, Eizo Sugawa, Theo Angelopoulos, Marisa Paredes, Rossy De Palma, Chan-Wook Park e Jonas Mekas.

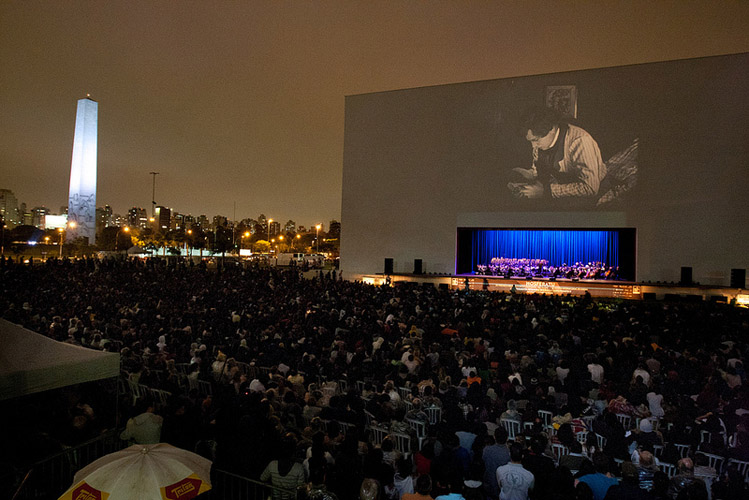
Milhares de pessoas assistem a exibição ao ar livre de Nosferatu na 36ª Mostra

A Mostra produziu o curta-metragem Volte Sempre, Abbas em 1999. Dirigido pelos diretores do festival, Leon Cakoff e Renata de Almeida, o filme segue o diretor de cinema Abbas Kiarostami durante uma de suas visitas em São Paulo. A Mostra também produziu longa-metragens coletivos, com os mais notáveis sendo Bem-Vindo a São Paulo (2004) e Mundo Invisível (2011), além de curtas não só de Leon e Renata, mas também de outros diretores brasileiros e internacionais.  Convidados para filmar na cidade foram Wolfgang Becker, Maria de Medeiros, Hanna Elias, Amos Gitai, Mika Kaurismäki, Jim McBride, Phillip Noyce, Ming-liang Tsai, Andrea Vecchiato, Caetano Veloso, Yoshishige Yoshida, Theo Angelopoulos, Gian Vittorio Baldi, Marcho Bechis, Laís Bodanzky, Beto Brant, Manoel de Oliveira, Atom Egoyan, Guy Maddin, Jerzy Stuhr, Cisco Vasques e Wim Wenders.
Leon Cakoff, fundador, organizador e diretor do evento, faleceu em 2011, pouco antes da abertura da 35ª Mostra. A produtora Renata de Almeida, viúva de Leon, assumiu a direção da Mostra.

## Primeira edição
A edição de estreia da Mostra contou com 16 longas-metragens e seis curtas, contabilizando produções de 16 países diferentes. Os filmes foram apresentados em 40 sessões no Grande Auditório do MASP, inaugurando também a modalidade do voto do público para a escolha do melhor filme, ritual que nunca mais foi abandonado. O vencedor do primeiro Prêmio do Público foi Lúcio Flávio, o passageiro da agonia (1977), de Hector Babenco. A Última Ceia, filme cubano de Tomaz Gutiérrez Alea, ganhou o prêmio do júri. 
O Jornal do Brasil chegou a escrever que a Mostra era o único lugar no Brasil em que as pessoas tinham o direito de votar, uma crítica em alusão ao então período de Ditadura Militar.
1º Mostra Internacional
A primeira edição da Mostra trouxe os seguintes filmes para exibição :
| Filme                                 | País            | Direção                                  | Formato        |
| ------------------------------------- | --------------- | ---------------------------------------- | -------------- |
| 25                                    | Moçambique      | Celso Luccas, José Celso Martinez Corrêa | Longa-metragem |
| La Guerre de Pacification En Amazonie | França          | Yves Billon                              | Longa-metragem |
| A Moça dos Cabelos Brancos            | China           | Não informado                            | Longa-metragem |
| La Communion Solonnelle               | França          | René Féret                               | Longa-metragem |
| Jorden Er Flad                        | Dinamarca       | Henrik Stangerup                         | Longa-metragem |
| Ajuricaba, o Rebelde da Amazônia      | Brasil          | Oswaldo Caldeira                         | Longa-metragem |
| Arquitetura Coreana                   | Coreia do Sul   | Sung In Kim                              | Curta-metragem |
| Berthe                                | Bélgica         | Patrcik Ledeux                           | Longa-metragem |
| Brotos                                | China           | Não informado                            | Curta-metragem |
| Diga aí, Bahia                        | Brasil          | Alvaro Freire, Emiliano Ribeiro          | Curta-metragem |
| Echoes of a Summer                    | Estados Unidos  | Don Taylor                               | Longa-metragem |
| Europa Nostra                         | Reino Unido     | Charles Maplestone                       | Curta-metragem |
| Anno Domini 1573                      | Iugoslávia      | Vatroslav Mimica                         | Longa-metragem |
| J.A. Martin Photographe               | Canadá          | Jean Beaudin                             | Longa-metragem |
| Lúcio Flávio, o Passageiro da Agonia  | Brasil          | Hector Babenco                           | Longa-metragem |
| Predmeti Nasi Dliznji                 | Iugoslávia      | Boro Pecnov                              | Curta-metragem |
| O Enigma de Kaspar Hauser             | Alemanha        | Werner Herzog                            | Longa-metragem |
| Que Es El Otoño?                      | Argentina       | David José Kohon                         | Longa-metragem |
| Rada Y Luiky Zobar                    | Rússia          | Emil Lotianu                             | Longa-metragem |
| Os Demónios de Alcácer Quibir         | Portugal        | José Fonseca e Costa                     | Longa-metragem |
| Pavlínka                              | República Checa | Karel Kachyňa                            | Longa-metragem |
| Wilson Grey                           | Brasil          | Jessel Buss dos Santos                   | Curta-metragem |